# The Burning Red
The Burning Red è il terzo album in studio del gruppo musicale statunitense Machine Head, pubblicato il 10 agosto 1999 dalla Roadrunner Records.
Questo album continua il percorso nel solco del sound hardcore segnato dalla band, la quale, pur non disdegnando sonorità spiccatamente thrash metal si evolve e abbraccia in senso più strutturato la fondamentale componente nu metal, accompagnandola con inconfondibili mescolanze rap che saranno nell'album successivo (Supercharger), fonte di diverse critiche.

## Tracce
Testi di Robert Flynn, musiche dei Machine Head, eccetto dove indicato.
1. Enter the Phoenix – 0:53
2. Desire to Fire – 4:49
3. Nothing Left – 4:05
4. The Blood, the Sweat, the Tears – 4:11
5. Silver – 3:52
6. From This Day – 3:56
7. Exhale the Vile – 4:57
8. Message in a Bottle (The Police cover) – 3:32 (Sting)
9. Devil with the King's Card – 4:05
10. I Defy – 3:42
11. Five – 5:18
12. The Burning Red – 6:44

Tracce bonus nell'edizione giapponese
1. House of Suffering (Bad Brains cover) – 2:10 (Paul Hudson, Gary Miller)
2. Alcoholocaust – 3:46

## Formazione
- Robert Flynn – voce, chitarra
- Ahrue Luster – chitarra
- Adam Duce – basso
- Dave McClain – batteria